# Badīʿ
Pour les articles homonymes, voir Badi (homonymie).
Cette page contient des caractères spéciaux ou non latins. S’ils s’affichent mal (▯, ?, etc.), consultez la page d’aide Unicode.
Badīʿ  (arabe : بديع), né en 1852 et mort en juillet 1869, est le titre de Mīrzā Āqā Buzurg-i Nīšapūrī, aussi connu par son titre de Fierté des Martyrs. Il était fils de ʿAbd al-Majīd-i Nīšapūrī, un disciple du Bāb et de Bahāʾ-Allāh.
Badīʿ est particulièrement connu pour avoir été à dix-sept ans le porteur d'une tablette de Bahāʾ-Allāh adressée à Nassereddine Shah, ce pour quoi il fut torturé puis exécuté. 
Il est aussi l'un des plus éminents Apôtres de Bahāʾ-Allāh.
Le Kitāb-i Badīʿ, un livre révélé par Bahāʾ-Allāh, n'est pas lié au sujet de cet article.

## Voyages
Bien que de père baha'i, Badīʿ ne fut pas initialement  attiré par la nouvelle religion. Enfant, il était indiscipliné et rebelle, et son père le qualifiait de « désespoir de la famille ». C'est à l'occasion d'une rencontre avec Nabīl-i Aʿzam que Badīʿ entendit réciter un poème de Bahāʾ-Allāh, qui d'émotion lui mit les larmes aux yeux. Après avoir terminé ses études, il abandonna ce qu'il possédait et s'en alla pour Bagdad, où un nombre important de baha'is subissaient des persécutions orchestrées par le clergé chiite. Il se mit finalement en route pour la ville-prison de St-Jean-d'Acre, alors dans l'empire ottoman, et où Bahāʾ-Allāh était emprisonné. Il parcourut tous ses trajets à pied.
Pour ne pas attirer l'attention des gardes qui interdisaient l'accès d'Acre aux baha'is, Badīʿ s'habilla en porteur d'eau. Il se dirigea ensuite vers une mosquée où il reconnut ʿAbd al-Bahāʾ, à qui il remit un mot. Badīʿ rencontra ensuite Bahāʾ-Allāh par deux fois, et il fut désigné pour porter la Tablette au Sultan (en), adressée à Nassereddine Shah. Il reçut la tablette à Haïfa afin de ne pas se faire prendre par les autorités ottomanes. Il entreprit par la suite un voyage à pied d'Acre à Téhéran qui allait durer quatre mois. On raconte qu'au long du trajet, Badīʿ était empreint de joie, de rire, de reconnaissance et de patience, passant par une centaine d'endroits, puis, quittant la route, il se tournait vers Acre, se prosternait et disait : « Ô Dieu, ce que tu m'as conféré du fait de Ta bonté, ne le reprends pas du fait de Ta justice ; fortifie moi plutôt, afin que je puis le préserver »,.